# Irina Minkh
Irina Iedvinovna Minkh (en russe : Ирина Эдвиновна Минх), née le 16 avril 1964 à Tcherepanovo, en RSFS de Russie, est une ancienne joueuse soviétique de basket-ball. Elle évoluait au poste d'arrière.